# Galium buchtienii
Galium buchtienii là một loài thực vật có hoa trong họ Thiến thảo. Loài này được Dempster mô tả khoa học đầu tiên năm 1990.